# Nationaal park Arevik
Het Nationaal park Arevik is een nationaal park in Armenië. Het is 34.400 hectare groot en ligt in het zuidoosten van Armenië. Het is opgericht in 2009, en is daarmee het jongste Armeense nationale park. Het herbergt onder meer de Perzische panter (Panthera pardus saxicolor). Het kent een grote verscheidenheid aan milieus waaronder bossen met jeneverbes, alpiene weiden, bergmilieus en halfwoestijnen.
Behalve de panter komen er andere voor de Kaukasus typische gewervelde dieren voor zoals de bezoargeit (Capra aegagrus), de Armeense moeflon, de Syrische bruine beer (Ursus arctos syriacus)  en vogels zoals het Kaspisch berghoen (Tetraogallus caspius) en het Kaukasisch korhoen (Lyrurus mlokosiewiczi).